# نیروگاه تاپیلا

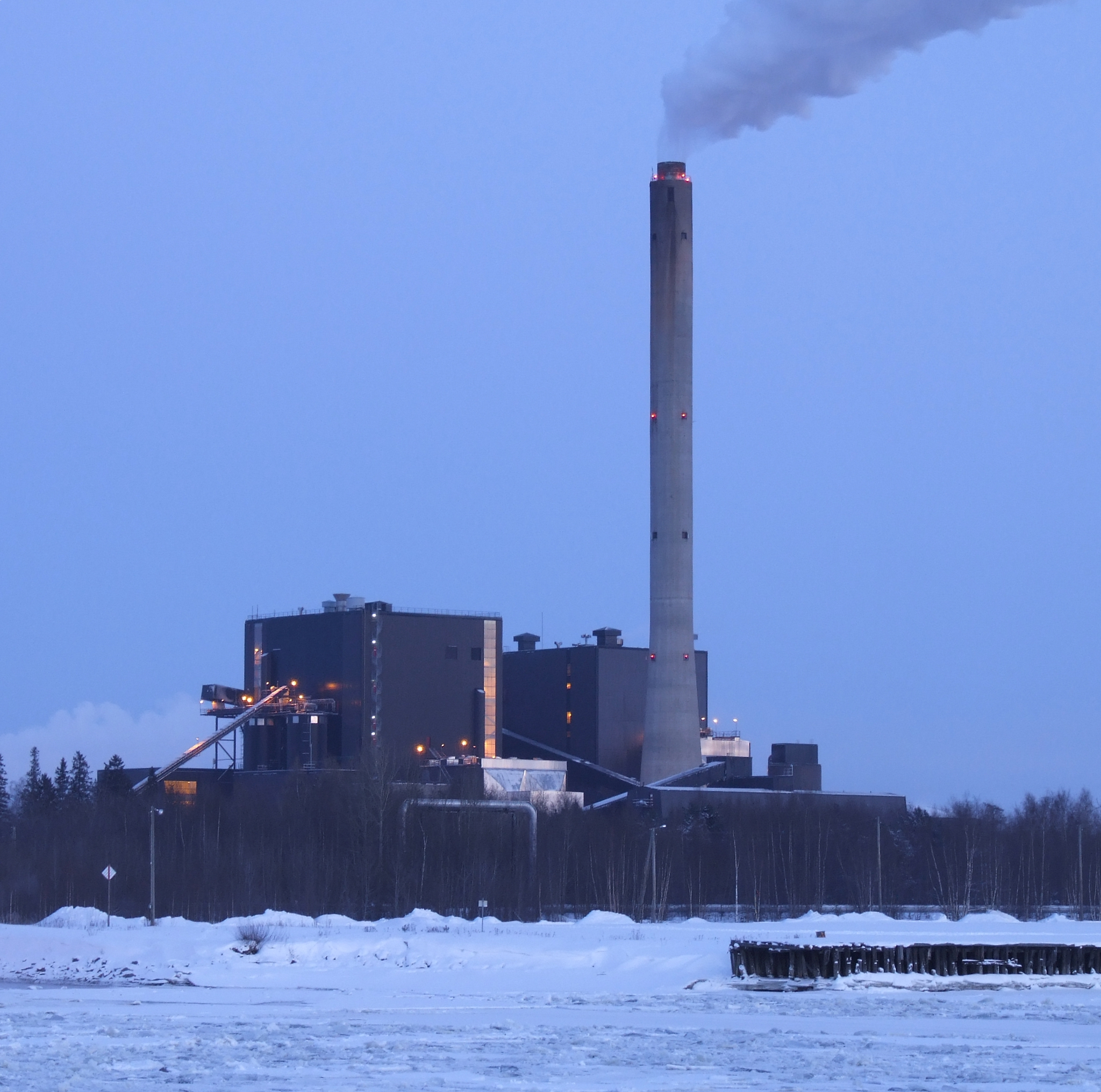
نیروگاه تاپیلا

نیروگاه تاپیلا (به انگلیسی: Toppila Power Station) (در نزدیکی شهر اولو در کشور فنلاند)، یکی از بزرگ‌ترین نیروگاه‌های تورب‌سوز جهان با ظرفیت تولید ۱۹۰ مگاوات است که شامل ۲ واحد ۷۷ و ۱۱۳ مگاواتی است.